# Abbondio Sangiorgio

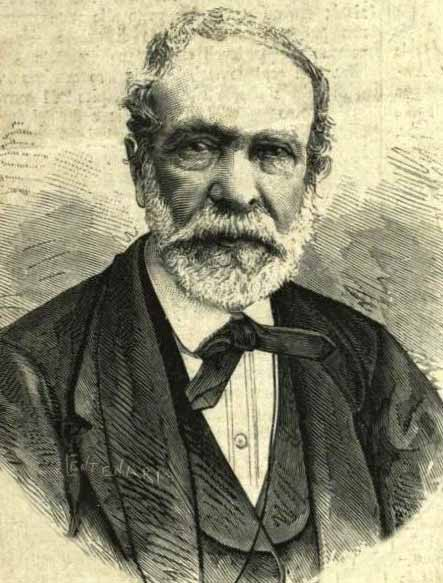
Abbondio Sangiorgio

Abbondio Sangiorgio (Milano, 16 luglio 1798 – Milano, 2 novembre 1879) è stato uno scultore italiano, a cavallo tra neoclassicismo e verismo.

## Biografia
Abbondio Sangiorgio nacque a Milano da madre che morì di parto e da padre umile artigiano che lo allevò in povertà. Portato all'arte fin dalla tenera età, alcuni suoi disegni infantili furono notati dallo scultore di Varallo Leone Antonini (1776-1862) che gli predisse un futuro da artista; fu quindi preso a bottega dal celebre scultore romano Camillo Pacetti (1758-1826). Iscritto all'accademia di Brera, meno che ventenne presentò al concorso accademico i due bassorilievi Apollo e Marsia e il Supplizio di Issione che gli valsero la grande medaglia d'oro e l'esenzione dal servizio militare. In seguito lavorò per orefici e fonditori, in particolare per la rinomata fonderia di Luigi Manfredini (1771-1840) e si dedicò alla scultura di vari busti in marmo, fra cui quello di Luigi Cagnola (1830).
Del 1833 è la creazione di un cenotafio colossale per Vincenzo Monti (1754-1828) per il loggiato superiore del palazzo di Brera; commissionato dal alcuni amici del Monti fu architettato da Pelagio Palagi e gettato in bronzo nella fonderia del Manfredini. Il cenotafio, di cui oggi rimane il solo busto esposto alla Pinacoteca di Brera, era composto dall'erma del poeta sorgente da una base su cui era rappresentata la Musa della Poesia con cetra e plettro seduta vicino a uno scrigno contenente rotoli e volumi. Il solo busto, due volte la dimensione naturale, era stato presentato dalla Società dei Filodrammatici il 5 dicembre 1829 alla rappresentazione teatrale dell'Aristodemo del Monti. Fu poi replicato in marmo dallo scultore nel 1833 su commissione dell'Università di Ferrara ed è oggi esposto alla Galleria d'Arte Moderna di Milano.
Sangiorgio raggiunse il grande successo con la creazione del gruppo scultore in bronzo Sestiga della Pace a cui attese per sette anni a partire dal 1831, anno in cui gli venne commissionato il monumento da porsi sull'attico dell'Arco della Pace di Milano. L'enorme scultura, gettata in bronzo da Manfredini, venne innalzata sull'Arco il 15 settembre 1837.
Nel 1840 scolpisce una statua più grande del naturale del Profeta Isaia, posta in una nicchia del secondo ordine della facciata della Chiesa di San Fedele a Milano. La facciata era stata ultimata nel 1835 sotto la direzione dell'architetto Pietro Pestagalli.

## Opere
Altre sue opere si conservano a: 
- Torino  - Castore e Polluce presso il Palazzo reale
- al Cimitero Vantiniano di Brescia i seguenti monumenti:
  - Camillo Brozzoni
  - Famiglia Valotti
  - Famiglia Maffei Erizzo
- Erma del Moretto nella chiesa di San Clemente a Brescia
- Nel Duomo di Chiari termina il "Battesimo di Cristo" rimasto incompiuto per la morte di Gaetano Matteo Monti
- Casale Monferrato, Monumento equestre a Carlo Alberto (1843)
- Basilica di San Lorenzo a Mortara, stele e busto di Luigi Travelli.
- Galleria d'Arte Moderna di Milano, busto di Vincenzo Monti.
- Quattro evangelisti Altare maggiore della chiesa di Sant'Alessandro della Croce, chiesa di Sant'Alessandro della Croce di Bergamo

## Galleria d'immagini

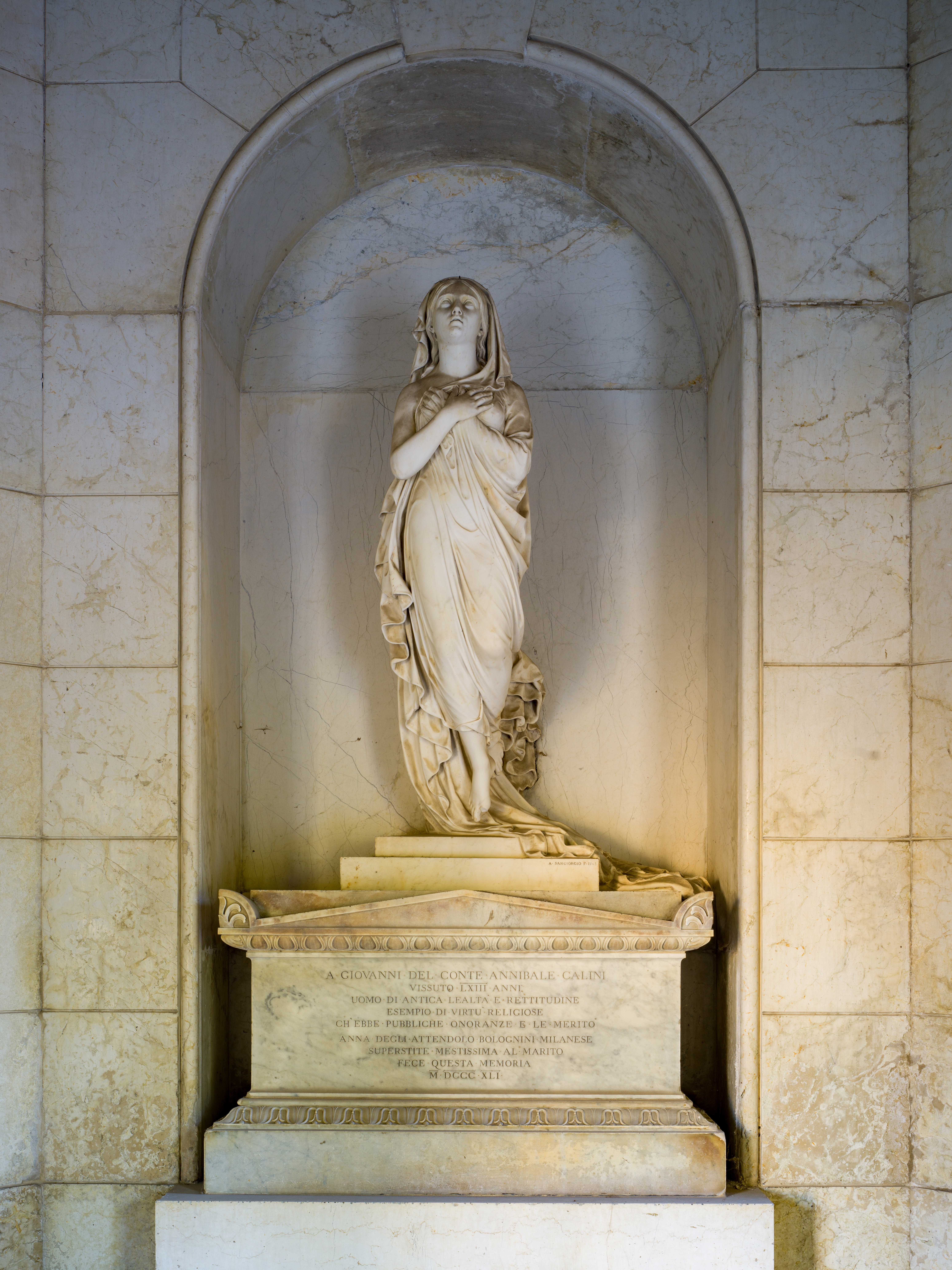
Monumento funebre di Annibale Calini nel Cimitero monumentale di Brescia.
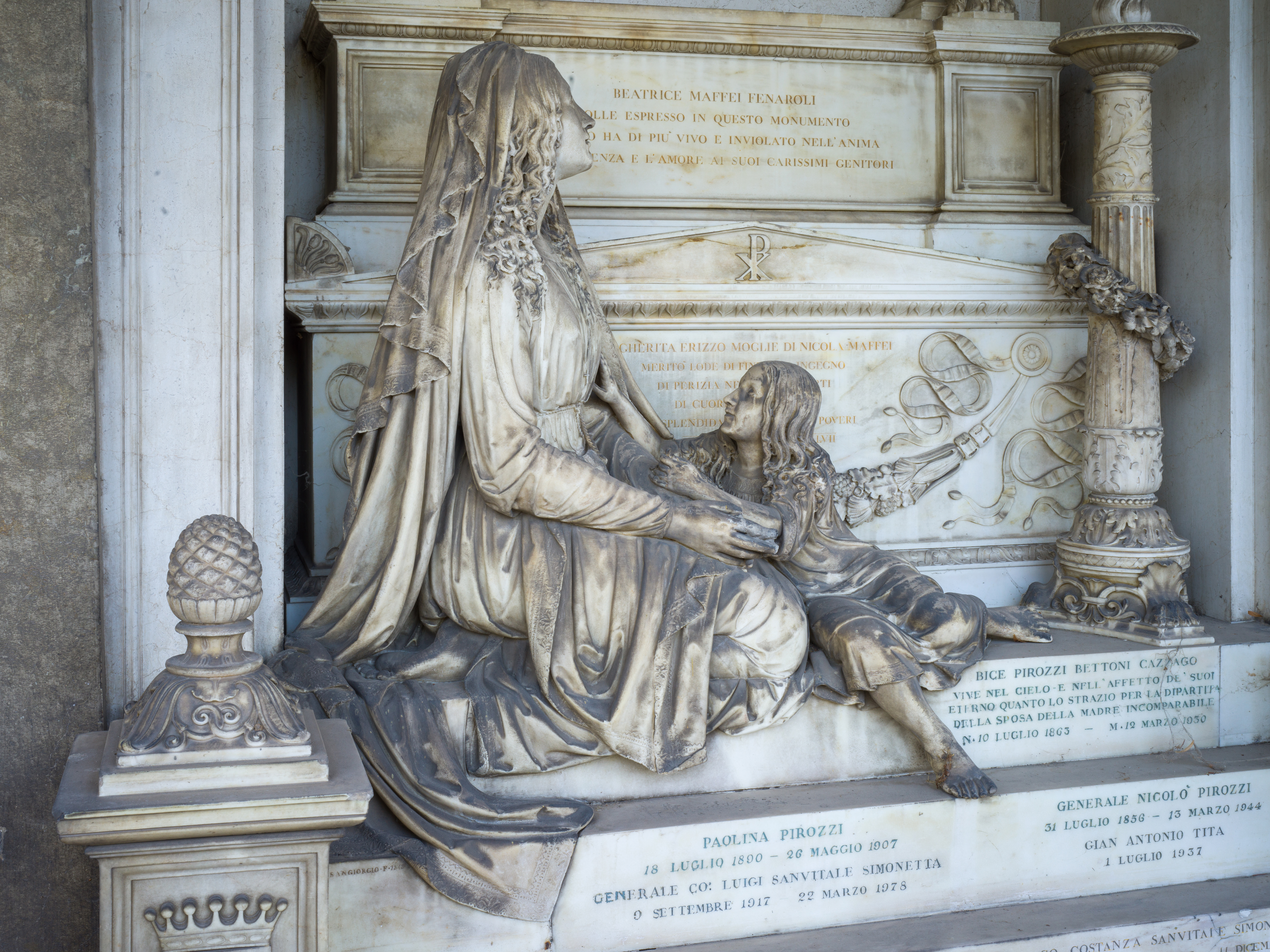
Monumento funebre famiglia Maffei, Cimitero monumentale di Brescia.
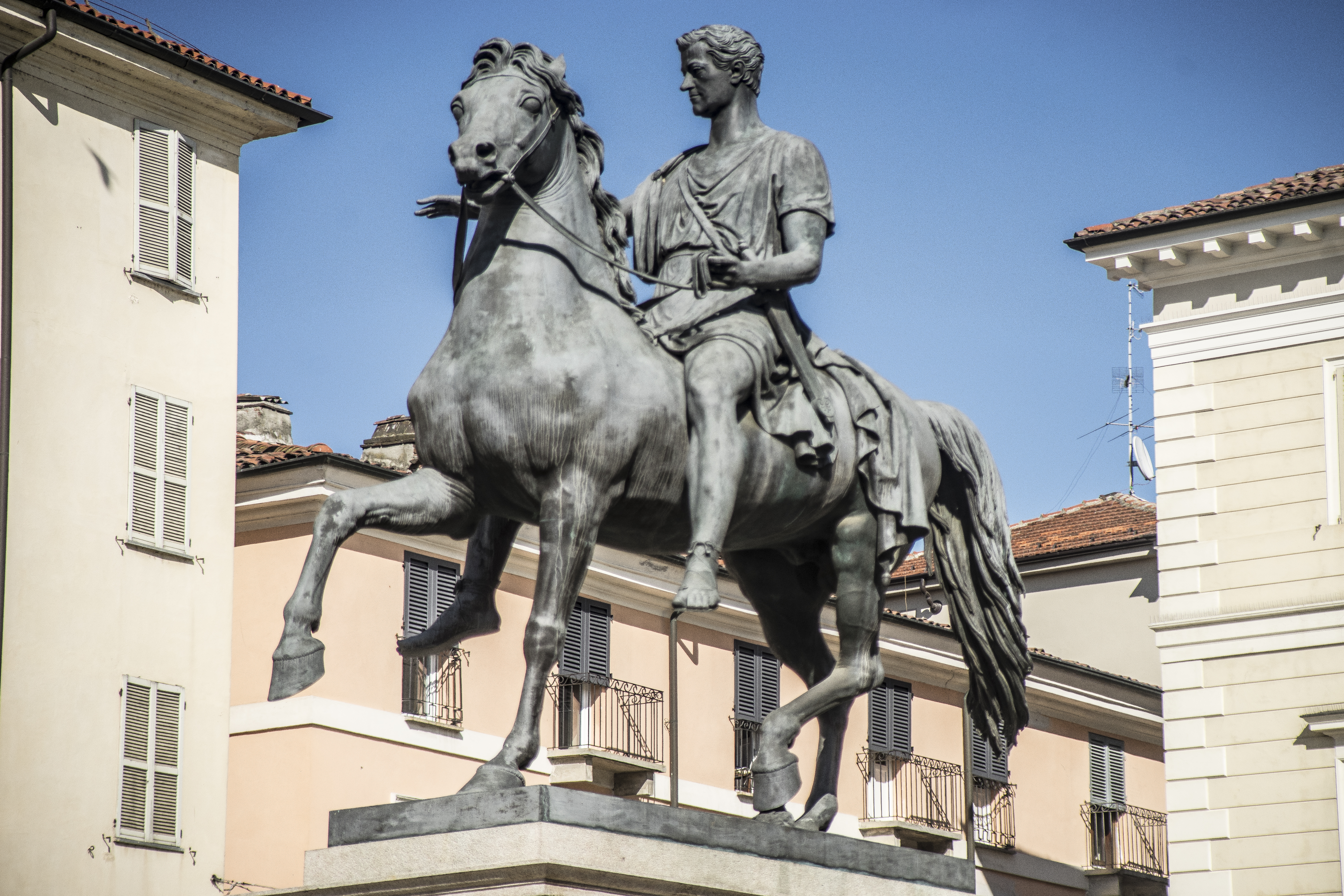
Monumento a Carlo Alberto, Casale Monferrato.
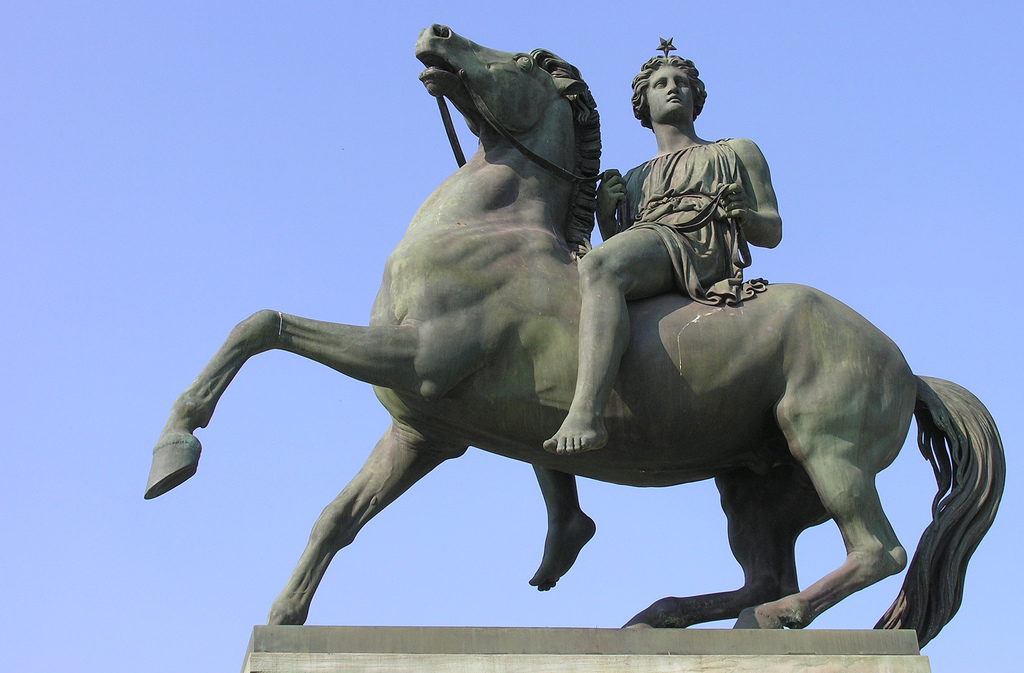
Statua equestre di Polluce Ingresso del Palazzo Reale di Torino.
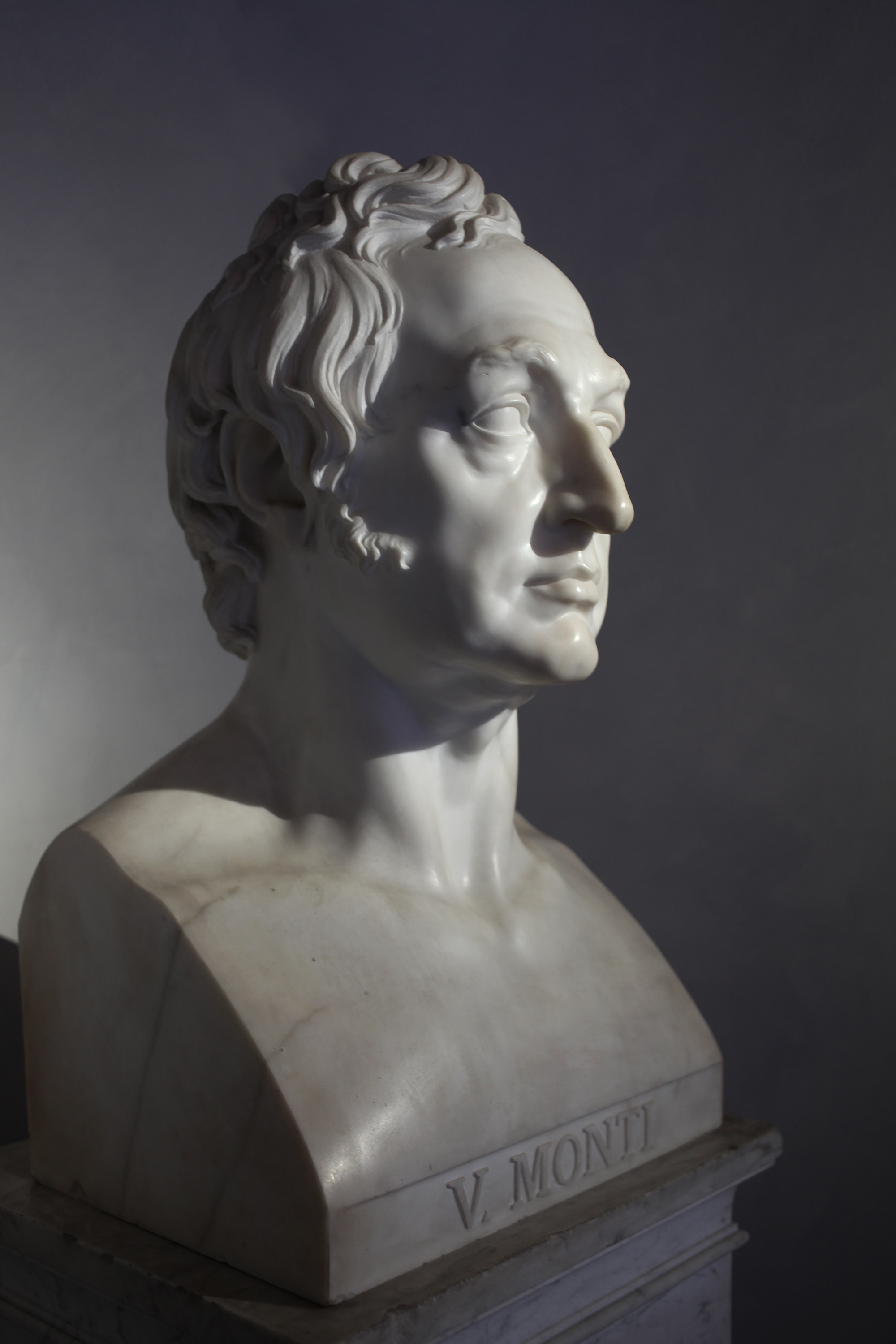
Busto colossale di Vincenzo Monti (1833), Galleria d'Arte Moderna, Milano.

Nel suo ampio numero di ritratti scultorei, predilesse un realismo che seppe superare il neoclassicismo.
Tra i suoi allievi Giovanni Antonio Emanueli.
La città di Milano gli ha dedicato una via.